# Henryk Niebudek
Henryk Niebudek (ur. 1 września 1954 w Trzebnicy) – polski aktor teatralny i filmowy.

## Życiorys
W 1979 ukończył Studium Aktorskie przy Teatrze Polskim we Wrocławiu. Występował na scenach Teatru Dramatycznego im. Jana Kochanowskiego w Opolu (1979–1981) oraz Teatru Polskiego we Wrocławiu (1981–2005). Od 1 września 2005 jest związany z Teatrem Dramatycznym im. Gustawa Holoubka w Warszawie.

## Role teatralne
W Teatrze im. Jana Kochanowskiego w Opolu
- 1980: Opera za trzy grosze – Filch
- 1980: Wieczór Trzech Króli – Curio
- 1981: Po Hamlecie – Horacy

W Teatrze Polskim we Wrocławiu
- 1981: Wesele – Żyd
- 1983: Perykles – Filemon
- 1985: Historia – Jerzy; Minister; Ambasador
- 1985: Na czworakach – Hermafrodyt
- 1986: Janulka, córka Fizdejki – Der Zipfel
- 1988: Czekając na Godota – Lucky
- 1989: Iwanow – Dymitr Nikiticz Kosych
- 1990: Zaproszenie na egzekucję – Monsieur Pierre
- 1992: Pułapka – Maks, przyjaciel Franza
- 1993: Płatonow – Szczerbuk
- 1994: Końcówka – Clov
- 1994: Kasia z Heilbronnu – Gottfryd Friedeborn
- 1995: Gracz – Mr Astley
- 1996: Immanuel Kant – Ernst Ludwik
- 1996: Improwizacja paryska – Castel
- 1996: Opera za trzy grosze – Konstabl Smith
- 1997: Dama z jednorożcem – Kuhlenbeck
- 1998: Sztuka – Yvan
- 1998: Historia PRL wg Mrożka – Ojciec
- 1999: Doktor Faustus – Serenus Zeitblom
- 2001: Wiśniowy sad – Siemion Jepichodow
- 2001: Kubuś Fatalista i jego pan – Margrabia des Arcis
- 2002: Wesele – Ksiądz
- 2003: Azyl – Łuka
- 2003: Mary Stuart – Symmons
- 2004: Bajka o sercu ze strychu – Jakieś Licho
- 2004: Woyzeck – Inny
- 2005: John Gabriel Borkmann – Wilhelm Foldal

W Teatrze Dramatycznym w Warszawie
- 2005: Kobieta z morza – Hartwig Wangel
- 2005: Czas kochania, czas umierania – Wujek Breuer
- 2006: Siostry – Czebutykin
- 2008: Alicja – Suseł
- 2009: Całopalenie – Piotrek
- 2010: Madame Bovary – kupiec Lheureux

W Teatrze Polskim im. Arnolda Szyfmana w Warszawie
- 2024: Dom otwarty – Telesfor[1]

## Filmografia
- 1985: Przyłbice i kaptury – sługa w łaźni „Pod Cynową Miednicą” (odc. 5 W gnieździe wroga)
- 1986: Na kłopoty… Bednarski – kolejarz Górka (odc. 7 Nasz człowiek)
- 1988: Głód serca – lekarz pogotowia
- 1988: Dotknięci – SB-ek na uniwersytecie
- 1989: 300 mil do nieba – milicjant
- 1990: Pogrzeb kartofla – kapitan
- 1990: Seszele – maszynista
- 1993: Magneto – Marusik
- 1993: Jańcio Wodnik – chłop
- 1993: Obcy musi fruwać – Henio
- 1994: Cudowne miejsce – Trzymka
- 1995: Szabla od komendanta – Anioł
- 1997: Boża podszewka – Leon, mąż Elżutki (odc. 3, 9)
- 1998–1999: Życie jak poker – Stefan Balcer
- 2000: Nie ma zmiłuj – Marek, kierownik sklepu „Rema 1000”
- 2000–2008: Świat według Kiepskich – lekarz (odc. 90 Ferdosik), ksiądz (odc. 112 Marian Małpa Pl, odc. 200 Bo dziś Andrzeja), kapitan Ciocia (odc. 158 G8),  Tadeusz (odc. 269 Szczupak), Andrzej (odc. 288 Buty z Kalkuty)
- 2000: Twarze i maski – Retmaniak (odc. 4, 5, 8)
- 2001: Kameleon – „Gajowy”, szef knajpy w Wielbarku
- 2001: Kameleon (serial telewizyjny 2001) – „Gajowy”, szef knajpy w Wielbarku
- 2002–2003: Gorący temat – ksiądz Marek
- 2002: Na dobre i na złe – Kowalski, ojciec Eweliny (odc. 108 Cena zdrowia)
- 2003: Pornografia – Hans, żołnierz niemiecki
- 2004: Fala zbrodni – Wojtek Bogdański (odc. 19 Śmierć z importu)
- 2004–2008: Pierwsza miłość – Maurycy, kierownik kancelarii cmentarnej
- 2005: Pensjonat pod Różą – Henryk Barcz, ojciec Magdy (odc. 66, 67)
- 2006: Fundacja – bankowiec Mirosław Kurski
- 2006: Oficerowie – Ginko, profesor Akademii Muzycznej (odc. 1 Stinger, odc. 4 Nocny gość, odc. 5 Wkręt, odc. 11 Paszport)
- 2007: Kryminalni – Stanisław Pesta, ojciec Darka (odc. 68 Uczta bogów)
- 2007: Hela w opałach – lekarz (odc. 37)
- 2008: Mała Moskwa – ksiądz
- 2008: Przeznaczenie – Grzegorz Smolicz, ojciec Julity (odc. 1 Śledztwo)
- 2008–2009: Czas honoru – stolarz Maciejewski, gospodarz Janka (odc. 14 Krzyż Walecznych)
- 2008: Pitbull – psychoterapeuta (odc. 25)
- 2008: Teraz albo nigdy! – administrator (odc. 3)
- 2009: Siostry – pan Janek, pracownik salonu gier (odc. 6)
- 2010: Ojciec Mateusz – Kazio Michoń, wielbiciel Ewy Pol (odc. 31 SPA)
- 2010: Wenecja – służący Seweryn
- 2010: Ratownicy – Ignacy Marusarz, pilot śmigłowca GPR
- 2011: Układ warszawski – sąsiad (odc. 5)
- 2012: Ranczo VI – profesor śpiewu z Lublina
- 2013: Głęboka woda – pan Henio (sezon II, odc. 2)
- 2014: Komisarz Alex – Nogaś (odc. 63)
- 2014: Sama słodycz – kioskarz Leon
- 2014: Prawo Agaty – Lepianka, księgowy fundacji „Jasność” (odc. 72)

## Odznaczenia i nagrody
- Złoty Krzyż Zasługi (2002)
- Nagroda na XXXV Kaliskich Spotkaniach Teatralnych (KST) w Kaliszu za rolę Szczerbuka w spektaklu Płatonow Antona Czechowa w Teatrze Polskim we Wrocławiu (1995)
- Nagroda wojewody wrocławskiego z okazji Międzynarodowego Dnia Teatru za całokształt twórczości (1997)
- I nagroda aktorska na XXXIX KST w Kaliszu za rolę Yvana w spektaklu Sztuka Yasminy Rezy w Teatrze Polskim we Wrocławiu (1999)
- Nagroda ZASP im. Jacka Woszczerowicza na XLI KST za najlepszą rolę drugoplanową – Jepichodowa w spektaklu Wiśniowy sad Antona Czechowa w Teatrze Polskim we Wrocławiu (2001)